# اولنووا-سور-اوب
اولنووا-سور-اوب (به فرانسوی: Aulnoy-sur-Aube) یک کمون در فرانسه است که در Canton of Auberive واقع شده‌است. اولنووا-سور-اوب ۹٫۳۱ کیلومتر مربع مساحت دارد ۳۵۰ متر بالاتر از سطح دریا واقع شده‌است.